# MagicMic
MagicMic(マジックマイク)は、Windows、Macで動作する、音声の変換ができるリアルタイムのボイスチェンジャーソフト。無料版と有料版があり、ソフトウェアメーカーのiMyFone Technology (アイマイフォンテクノロジー) が開発、販売している。

## 特徴
- 音声フィルターを使用し、リアルタイムで音声を変換できる[2]
- 配信プラットフォームで音声を変える
- 200種類以上の効果音が利用可能[3]
- Discord、Skype、Zoomなどのチャットソフト、Twitch、Xsplit、Streamlabsなどのライブ配信ソフト、PLAYERUNKNOWN'S BATTLEGROUNDS (PUBG)、League of Legends (LOL)、CrossFire、World of Warcraft (WOW)、Second Life、Fortnite、CS:GO、Overwatchなどのゲームのリアルタイム音声変換に対応可
- 独自の音声効果の作成

## プラットフォーム
- Windows 7/8/8.1/10/11
- macOS 10.9 - macOS 15

### 対応デバイス
- iOS 7以降（最新のiOS 18も含む）
- Android 6.0 以降（最新のAndroid 15も含む）

1つのアカウントで複数のデバイスやシステムにアクセス可能。

### 対応形式
- CPU - Intel、AMD CPU、2GHzまたはそれ以上